# Rosières-devant-Bar
Pour les articles homonymes, voir Rosières.
Rosières-devant-Bar est une localité et une ancienne commune française du département de la Meuse en région Grand Est.
Elle a porté le statut de commune associée de 1973, date de sa fusion avec Naives-devant-Bar, jusqu'en 2020.

## Géographie
Rosières est située au nord-est de Bar-le-Duc, à environ 5 km de cette ville.

## Toponymie
Anciennes mentions : Roseria (1106), Subtus Roseris (1147), Roseriæ (1208), De Roseris (1229), Roseires (1359), Rozières (1437), Rosières (1579), Roseriæ-prope-Barrum (1756), Rosieres (1793), Rozières-devant-Bar (1801),.  

## Histoire
Dépendait du Barrois mouvant et du diocèse de Toul avant 1790.
Le 1er janvier 1973, la commune de Rosières-devant-Bar est rattachée sous le régime de la fusion-association à celle de Naives-devant-Bar qui devient Naives-Rosières.

## Politique et administration
| Période                                  | Période | Identité       | Étiquette | Qualité |
| ---------------------------------------- | ------- | -------------- | --------- | ------- |
|                                          |         | Arlette Reuter |           |         |
| Les données manquantes sont à compléter. |         |                |           |         |

## Démographie
| 1793 | 1800 | 1806 | 1836 | 1846 | 1856 | 1866 | 1876 | 1886 |
| ---- | ---- | ---- | ---- | ---- | ---- | ---- | ---- | ---- |
| 421  | 457  | 446  | 413  | 412  | 377  | 325  | 301  | 271  |

| 1896 | 1906 | 1911 | 1926 | 1936 | 1946 | 1954 | 1962 | 1968 |
| ---- | ---- | ---- | ---- | ---- | ---- | ---- | ---- | ---- |
| 221  | 204  | 173  | 140  | 160  | 152  | 166  | 180  | 171  |

## Lieux et monuments

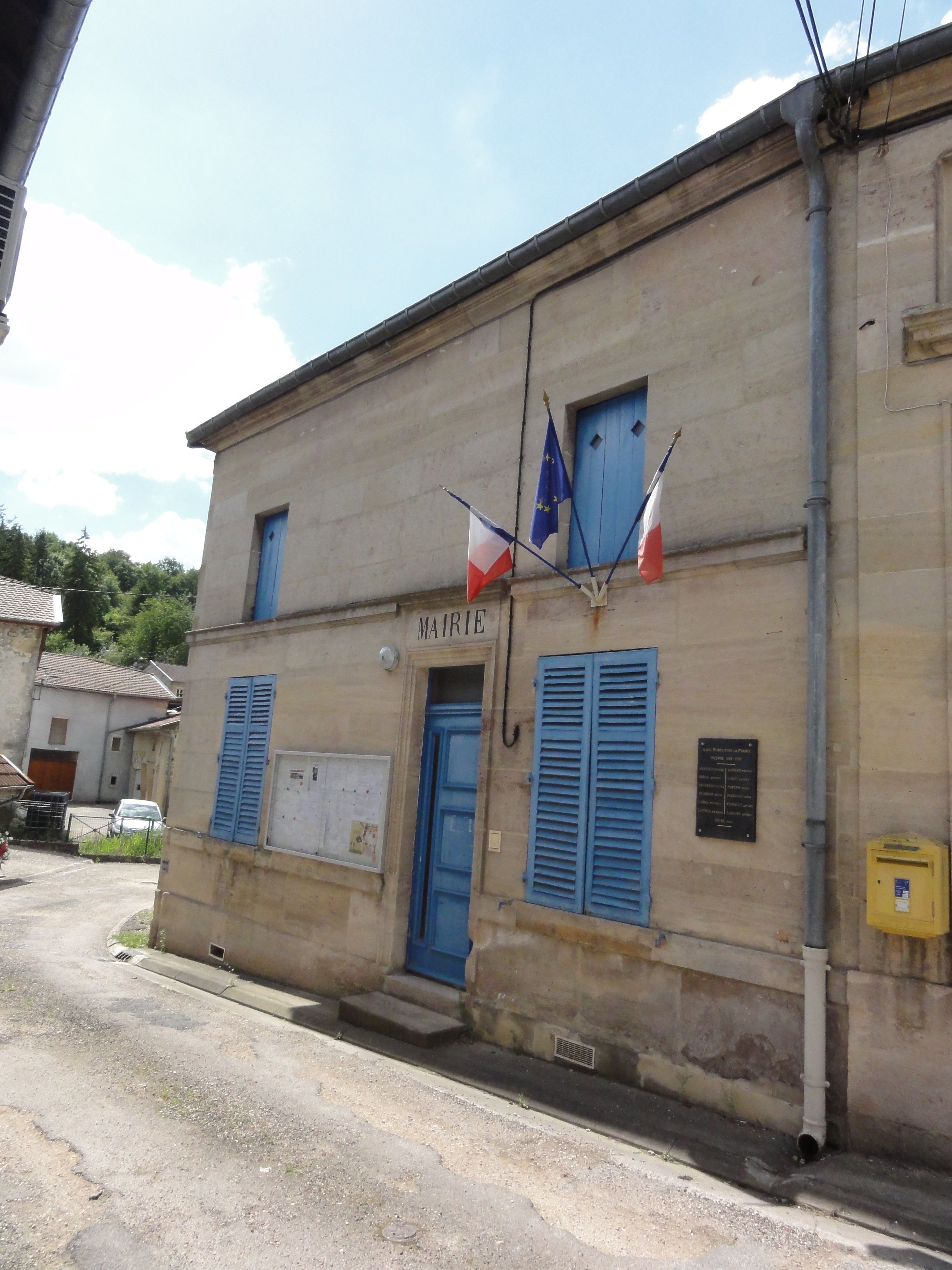
Ancienne mairie en 2016.
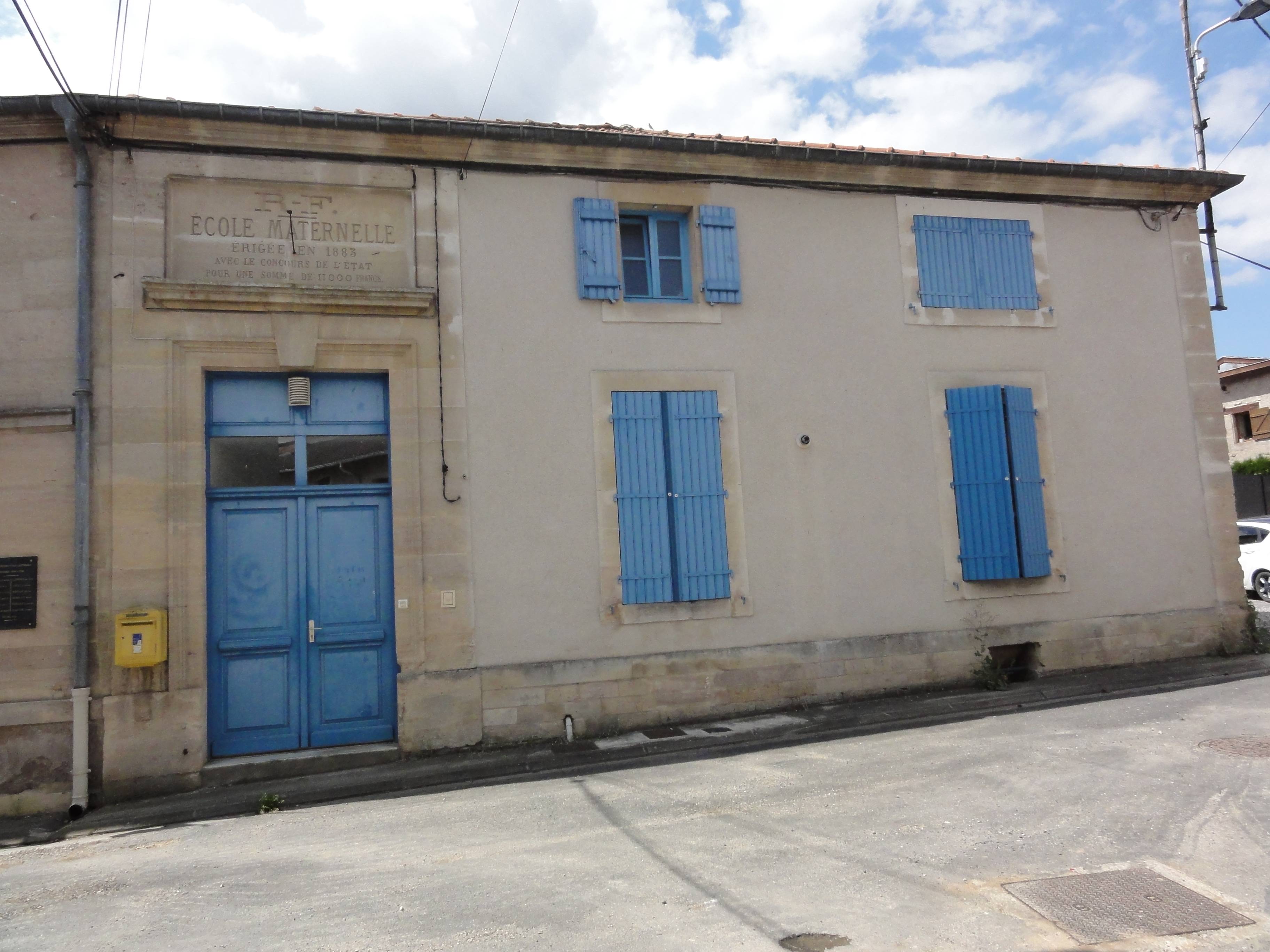
École maternelle, érigée en 1883.
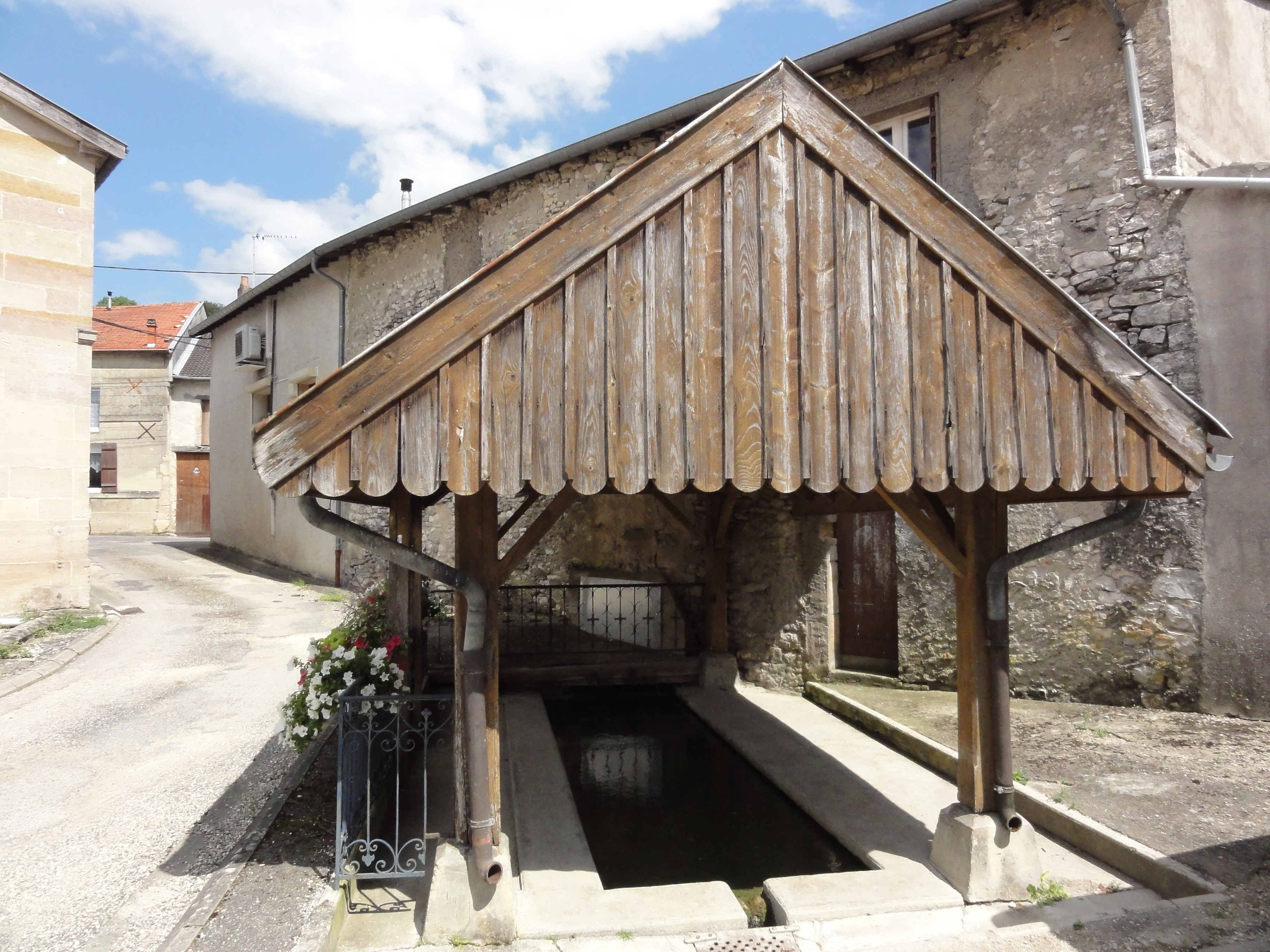
Lavoir.
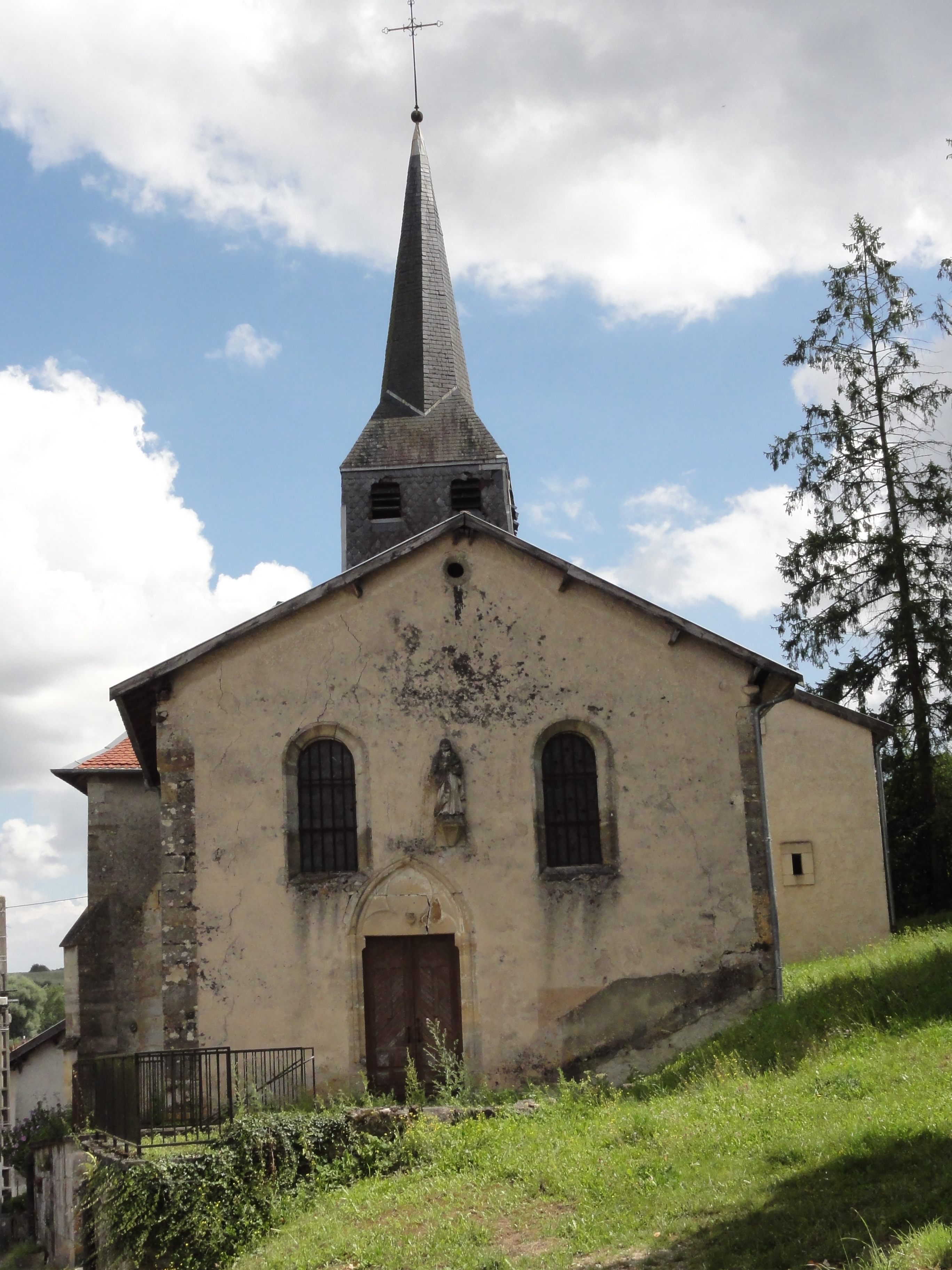
Église Saint-Pierre.
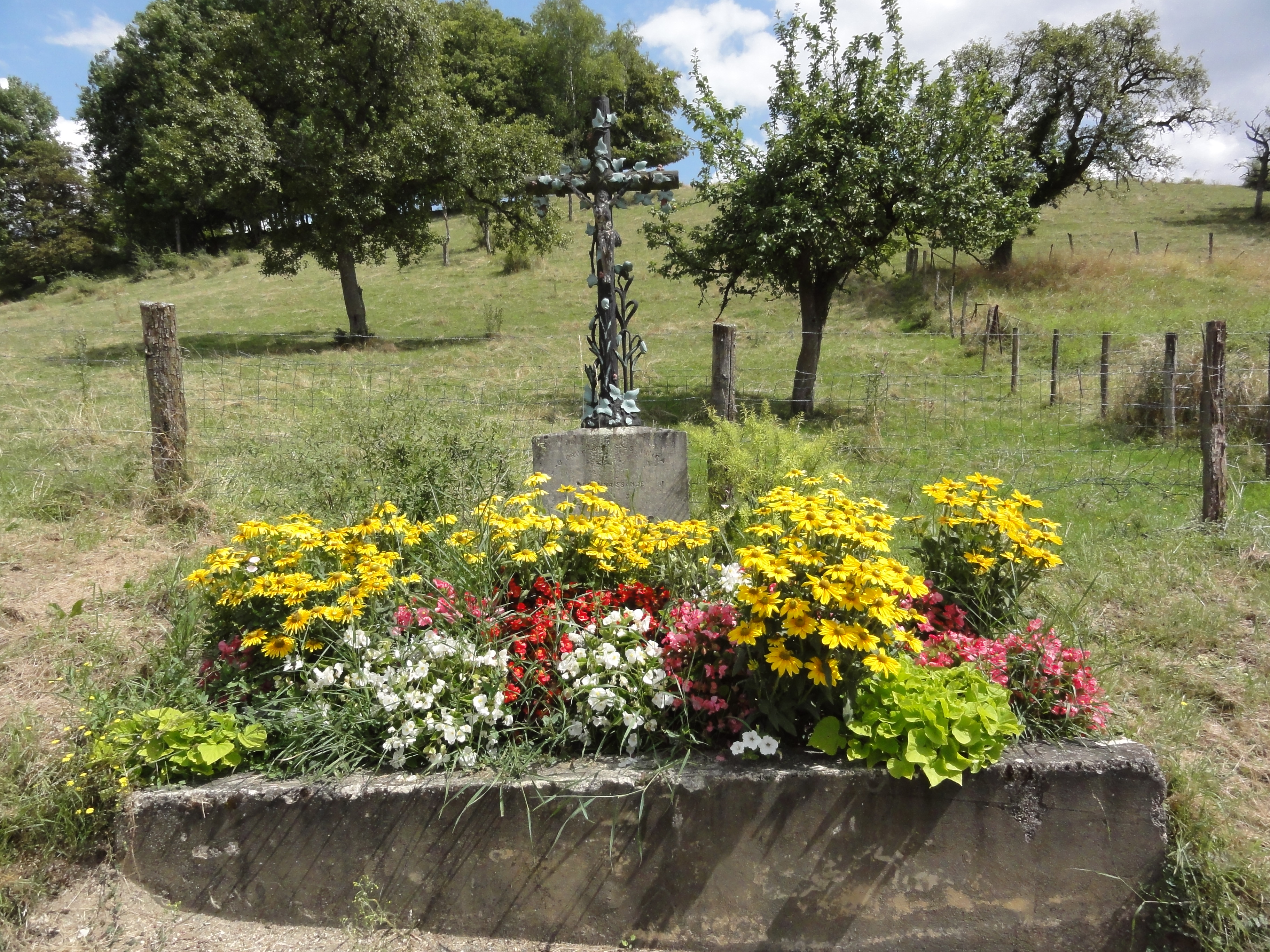
Croix de chemin.